# Гумберт Сильва-Кандидский
Гу́мберт Си́льва-Канди́дский (Humbert of Moyenmoutiers; (между 1000 и 1015 — 5 мая 1061) — кардинал, родился в Бургундии, был монахом в Лотарингии, в 1050 году был посвящён папой Львом IX в сан архиепископа Сицилии и возведён в ранг кардинала. Гумберт был во главе посольства, отправленного в Константинополь для решения вопроса о главенстве церквей, римской и константинопольской.
После долгих переговоров Гумберт 16 июля 1054 года возложил на престол храма Святой Софии грамоту Папы Льва IX (умершего ещё 19 апреля ) о низложении и отлучении от церкви константинопольского патриарха Михаила Керулария и этим способствовал разделению церквей (схизме).